# حسن‌آباد (نگار)
حسن‌آباد یک روستا در ایران است که در دهستان نگار شهرستان بردسیر واقع شده‌است. حسن‌آباد ۱۳۱ نفر جمعیت دارد.